# 塞氏美體鰻
塞氏美體鰻，又稱塞氏錐體糯鰻（學名：Ariosoma sereti），為輻鰭魚綱鰻鱺目糯鰻科的其中一個種，由Emma Stanislavovna Karmovskaya在2004年描述，分布於中太平洋東部馬克薩斯群島海域，深度95至370公尺，本魚體粗壯，尾部扁平，頭部和身體比腹部顏色較深，前鰓蓋區有深色斑點，不成對的鰭邊緣呈黑色，背鰭起於胸鰭基部稍前方，側線第7-9孔上方。脊椎骨168-172個、軀幹椎骨89-92個，體長可達26.5公分，為底棲性魚類，肉食性，生活習性不明。